# Pobit Kamăk, Razgrad
Pobit Kamăk (în bulgară Побит Камък) este un sat în comuna Razgrad, regiunea Razgrad,  Bulgaria. 

## Demografie
Componența etnică a satului Pobit Kamăk
     Turci (2,97%)
     Bulgari (81,7%)
     Nicio identificare (15,31%)
     Altele (0%)
La recensământul din 2011, populația satului Pobit Kamăk era de 235 locuitori. Din punct de vedere etnic, majoritatea locuitorilor (81,7%) erau bulgari, cu o minoritate de turci (2,97%). Pentru 15,31% din locuitori nu este cunoscută apartenența etnică.